# Ехо (телесеріал)
Ехо (англ. Echo) — американський супергеройський міні-серіал, створений Меріон Дейр для стрімінгового сервісу Disney + і заснований на однойменному персонажі Marvel Comics. Виробництвом займається Marvel Studios. Події серіалу розгортаються в медіафраншизі «Кінематографічний всесвіт Marvel» (КВМ), він безпосередньо пов'язаний з фільмами франшизи і є спін-офом серіалу «Соколине око» (2021). За сюжетом Майя Лопес повертається до рідного міста, де вона має примиритися зі своїм минулим, відновити зв'язок з індіанським корінням, і прийняти свою сім'ю та місцеву громаду. Головним сценаристом серіалу виступає Меріон Дейр, а головою режисерської групи — Сідні Фрілендруен.
Алаква Кокс повторила роль Майї Лопес / Відлуння із серіалу «Соколине око»; серед інших акторів Ческей Спенсер, Танту Кардинал, Девері Джейкобс, Коді Лайтнінгруен, Грем Грін, Зан Маккларнон, Вінсент Д'Онофріо та Чарлі Кокс. Розробка серіалу розпочалася у березні 2021 року, коли Ітан та Емілі Коен були призначені сценаристами та виконавчими продюсерами проекту. Про серіал було офіційно оголошено у листопаді 2021 року, тоді ж з'ясувалося, що Меріон Дейр стала головним сценаристом проекту. До березня 2022 року режисером серіалу було призначено Сідні Фріленд. Зйомки почалися наприкінці квітня і тривали до вересня 2022 року в Атланті, Пічтріруен, Сошіал-Серклеруен та Грантвіллєруен. У травні 2022 року до проекту приєдналися нові члени акторського складу та другий режисер Катріона МакКензіруен.
Прем'єра «Ехо» відбулася 9 січня 2024 року на стрімінговому сервісі Disney+. Серіал став частиною П'ятої фази КВМ.

## Акторський склад
- Алакуа Кокс — Майя Лопес/Ехо: Глухоніма корінна американка з племені Чокто і колишній лідер злочинної організації», що працювала на Вілсона Фіска. Режисер і виконавчий продюсер Сідні Фрідленд сказала, що Лопес не матиме здатності ідеально копіювати рухи іншої людини.
- Вінсент Д'Онофріо — Вілсон Фіск / Кінґпін:
Кримінальний бос Нью-Йорка і названий дядько Майї. Після того, як Майя вистрілила в нього під час подій Соколине око, Фіск починає носити пов'язку на одному оці; у коміксах він осліп на обидва очі.
- Ческей Спенсер — Генрі «Чорний ворон» Лопес: дядько Майї та брат Вільяма Лопеса, який володіє місцевим катком і досі пов'язаний з кримінальною імперією Фіска
- Танту Кардинал — Чула: бабуся Майї
- Грем Грін — Скаллі: дідусь Майї
- Девері Джейкобс — Бонні: двоюрідна сестра Майї, «уперта і вольова» дівчина
- Коді Лайтнінг — двоюрідний брат Майї - двоюрідний брат Майї
- Чарлі Кокс — Метт Мердок / Шибайголова: Сліпий адвокат з Пекельної кухні, що веде подвійне життя як лінчувальник у масці.
- Зан Маккларнон — Вільям Лопес: покійний батько Майї і колишній лідер Мафії в треніках

Джеремі Реннер з'являється в ролі Клінта Бартона / Роніна у сцені-флешбеку, з використанням архівних кадрів із серіалу «Соколине Око.

## Синопсис
Після подій серіалу «Соколине око» (2021) Майя Лопес повертається до рідного міста, де вона має примиритися зі своїм минулим, відновити зв'язок з індіанським корінням, і прийняти свою сім'ю та місцеву громаду